# Maziya Sports and Recreation Club
El Maziya Sports and Recreation Club es un equipo de fútbol de Maldivas que juega en la Dhivehi League, la liga de fútbol más importante del país.

## Historia
Fue fundado en el año 1996 en la capital Malé, accediendo a la Dhivehi League por primera vez en el año 2006, liga en la que salió campeón en el año 2016 por primera vez, y ha ganado 5 títulos de copa local, el primero de ellos fue la Copa FA de Maldivas en 2012.
A nivel internacional clasificó para su primer torneo continental, la Copa de la AFC 2013, donde fue eliminado en la fase de grupos.

## Palmarés
- Dhivehi League (5): 2016, 2019/20, 2020/21, 2022, 2023
- Maldives FA Cup (3): 2012, 2014, 2022[4]
- FA Charity Shield de Maldivas (3): 2015, 2016, 2017
- Male League (1): 2017
- President's Cup (1): 2015

## Participación en competiciones de la AFC
| Temporada | Torneo               | Ronda          | Club                  | Casa | Visita |
| --------- | -------------------- | -------------- | --------------------- | ---- | ------ |
| 2013      | AFC Cup              | Grupo G        | Kelantan              | 6–1  | 1–1    |
| 2013      | AFC Cup              | Grupo G        | Ayeyawady United      | 3–1  | 0–3    |
| 2013      | AFC Cup              | Grupo G        | SHB-Đà Nẵng           | 2–3  | 1–3    |
| 2014      | AFC Cup              | Grupo F        | Hà Nội T&T            | 1–2  | 1–5    |
| 2014      | AFC Cup              | Grupo F        | Arema Cronus          | 1–3  | 2–3    |
| 2014      | AFC Cup              | Grupo F        | Selangor              | 1–1  | 1–4    |
| 2015      | AFC Cup              | Grupo E        | Bengaluru             | 1–2  | 1–2    |
| 2015      | AFC Cup              | Grupo E        | Warriors              | 2–0  | 2–0    |
| 2015      | AFC Cup              | Grupo E        | Persipura Jayapura    | 1–2  | 0–0    |
| 2016      | AFC Cup              | Grupo G        | Mohun Bagan AC        | 1–1  | 2-5    |
| 2016      | AFC Cup              | Grupo G        | South China AA        | 2–1  | 0-2    |
| 2016      | AFC Cup              | Grupo G        | Yangon United FC      | 1–1  | 2-3    |
| 2017      | AFC Cup              | Grupo E        | Bengaluru             | 0-1  | 0-1    |
| 2017      | AFC Cup              | Grupo E        | Mohun Bagan AC        | 5-2  | 1–0    |
| 2017      | AFC Cup              | Grupo E        | Abahani Limited       | 2-0  | 2–0    |
| 2020      | AFC Cup              | Preliminar 2   | Abahani Limited Dhaka | 1–1  | 2–2    |
| 2020      | AFC Cup              | Play-off       | Bengaluru             | 2–1  | 2–3    |
| 2020      | AFC Cup              | Fase de grupos | Chennai City          |      | 2–2    |
| 2020      | AFC Cup              | Fase de grupos | Bashundhara Kings     |      |        |
| 2020      | AFC Cup              | Fase de grupos | TC Sports Club        |      |        |
| 2022      | AFC Cup              | Fase de grupos | ATK Mohun Bagan FC    | 2–5  |        |
| 2022      | AFC Cup              | Fase de grupos | Bashundhara Kings     |      | 0-1    |
| 2022      | AFC Cup              | Fase de grupos | Gokulam Kerala FC     | 1-0  |        |
| 2023–24   | AFC Cup              | Fase de grupos | Bashundhara Kings     | 3-1  | 1-2    |
| 2023–24   | AFC Cup              | Fase de grupos | Mohun Bagan SG        | 1-0  | 1-2    |
| 2023–24   | AFC Cup              | Fase de grupos | Odisha FC             | 2-3  | 1-6    |
| 2024–25   | AFC Challenge League | Fase de grupos | Arkadag               |      | 1-2    |
| 2024–25   | AFC Challenge League | Fase de grupos | Al-Arabi              | 0-2  |        |
| 2024–25   | AFC Challenge League | Fase de grupos | Abdish-Ata Kant       | 0-3  |        |